# Ludwig Kainer
Ludwig Kainer, né le 28 juin 1885 à Munich et mort le 25 avril 1967 à Paris, est un dessinateur, peintre, illustrateur, chef décorateur et costumier allemand.

## Biographie
Kainer étudie d'abord la médecine, mais se tourne rapidement vers l'art. Lors d'un séjour à Paris en 1909, Kainer commence à découvrir son grand amour pour la peinture, en particulier pour les impressionnistes (Paul Cézanne, Henri Matisse et Auguste Renoir), et apprend lui-même les rudiments de cet art. Par ailleurs, le Munichois prend contact avec les Ballets russes autour de Serge de Diaghilev et Vaslav Nijinski et livre de premières contributions à Simplicissimus (205 au total en 1930), alors qu'il n'est qu'occasionnellement représenté dans Jugend à partir de 1909.
De retour en Allemagne, Kainer s'installe à Berlin en 1910. Il travaille principalement comme graphiste, concevant et dessinant des affiches (par exemple pour des événements avec la danseuse grotesque Valeska Gert, mais aussi pour la publicité de livres). À partir de 1912, les illustrations de Kainer sont dans des magazines tels que Der Sturm, Styl, Garde-robe et Die Dame. En 1914, il dessine la couverture de Das Kinobuch de Kurt Pinthus et, la même année, Kainer expose au Bugra à Leipzig.
Immédiatement après le déclenchement de la Première Guerre mondiale, Kainer se tourne vers l'industrie cinématographique, où il conçoit les décors principalement pour les productions d'Oskar Messter, dont de nombreux films avec Henny Porten, mais aussi pour des productions de Robert Wiene. Au cours des dernières années, plusieurs contributions en tant que costumier sont ajoutées. Parallèlement, Ludwig Kainer prend la direction artistique du ballet d'Erik Charell.
Après presque une décennie, Ludwig Kainer met un temps fin à son travail cinématographique en 1924 et voyage en Inde jusqu'à l'année suivante. De retour en Allemagne, Ludwig Kainer est scénographe ; à la fin des années 1920 et au début des années 1930, il est responsable de la scénographie de l'Admiralspalast (revue de Herman Haller) sous la direction d'Hermann Feiner, puis est membre de son conseil consultatif artistique. Les collaborations cinématographiques de Kainer se comptent alors sur une seule main.
En 1933, Ludwig Kainer doit émigrer. Il se rend d'abord en Suisse, puis s'installe peu après à Paris, où il travaille pour la dernière fois comme chef décorateur en 1939. Après 1945, Kainer travaille en Allemagne et en Suisse ainsi que dans son pays d'adoption, la France. En 1951, il est présent lors d'une exposition collective au Kunstsalon Wolfsberg à Zurich et, un peu plus tard, il se retire progressivement dans la vie privée.
Ludwig Kainer est également enseignant, il est responsable du dessin de mode à l'école Reimann de Berlin. Il rencontre son épouse jusqu'en 1926, la peintre et dessinatrice autrichienne Lene Schneider, lors de son premier séjour à Paris (1909-1910).
Il meurt le 25 avril 1967 à Paris, à l'âge de 81 ans, et est inhumé au cimetière du Père-Lachaise (division 7),, à Paris.

## Filmographie
- 1915 : Nahira
- 1915 : Der Schuß im Traum
- 1916 : Der Ruf der Liebe
- 1916 : Gelöste Ketten
- 1916 : Der Mann im Spiegel
- 1917 : Feenhände
- 1917 : Le Mariage de Louise Rohrbach
- 1917 : Christa Hartungen
- 1917 : Die Prinzessin von Neutralien
- 1917 : Gefangene Seele
- 1917 : Die Claudi vom Geiserhof
- 1917 : Furcht
- 1917 : Höhenluft
- 1917 : Die Faust des Riesen
- 1918 : Gräfin Küchenfee
- 1918 : Edelsteine
- 1918 : Auf Probe gestellt
- 1918 : Das Geschlecht derer von Ringwall
- 1918 : Agnes Arnau und ihre drei Freier (aussi costumes)
- 1918 : Das Maskenfest des Lebens
- 1919 : Ihr Sport
- 1920 : Die goldene Krone
- 1921 : Exzellenz Unterrock
- 1921 : Kean (aussi costumes)
- 1922 : Sie und die Drei (aussi costumes)
- 1923 : Das Paradies im Schnee
- 1923 : Fräulein Raffke (uniquement costumes)
- 1924 : Inge Larsen (aussi costumes)
- 1924 : Komödianten des Lebens (aussi costumes)
- 1928 : Moulin Rouge (équipement, accessoires)
- 1930 : Ein Tango für dich (uniquement costumes)
- 1936 : Au service du tsar (aussi costumes)
- 1939 : Entente cordiale